# Svezia ai I Giochi olimpici invernali
La Svezia partecipò ai I Giochi olimpici invernali, svoltisi a Chamonix dal 25 gennaio al 5 febbraio 1924, aggiudicandosi una medaglia d'oro e una medaglia d'argento.

## Medagliere

### Per discipline
| Sport                 | Oro | Argento | Bronzo | Totale |
| --------------------- | --- | ------- | ------ | ------ |
| Pattinaggio di figura | 1   | 0       | 0      | 1      |
| Curling               | 0   | 1       | 0      | 1      |
| Totale                | 1   | 1       | 0      | 2      |

### Medaglie
| Medaglia | Atleta | Sport                 | Evento                         |
| -------- | --- | --------------------- | ------------------------------ |
| Oro      | Gillis Grafström | Pattinaggio di figura | Pattinaggio di figura maschile |
| Argento  | Johan Petter Åhlén Carl August Kronlund Ture Ödlund Carl Wilhelm Petersén Carl-Axel Pettersson Erik Severin Karl Wahlberg Victor Wetterström | Curling               | -                              |